# Bustier

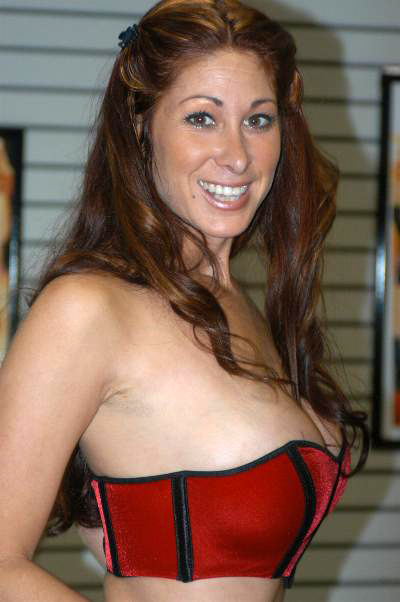
Bustier met baleinen gedragen door Tiffany Mynx

Een bustier is een vorm van lingerie die het bovenlijf bedekt, terwijl de schouders en armen onbedekt blijven. Het bestaat als topje (van kant of andere fijne stof), maar kan ook met voorgevormde cups dienen als bustehouder. De bustier kan, evenals het korset, beogen de persoon die het draagt een smaller middel te geven.
De bustier wordt in de regel aan de achterzijde gesloten met haakjes, knoopjes, een ritssluiting of veters, soms ook aan de voorzijde. Vaak ook wordt de bustier door elastische stof of baleinen op zijn plaats gehouden. De bustier onderscheidt zich van de guêpière, doordat deze laatste voorzien is van jarretelles.